# Aubrey Watzek Könyvtár
Az Aubrey Watzek Könyvtár a Lewis és Clark Főiskola könyvtára az Oregon állambeli Portlandben.

## Története
A Paul Thiry által tervezett létesítmény 1967-ben nyílt meg. A Hoffman Construction által végzett 1990-es évekbeli rekonstrukció során területe megduplázódott.
2016-ban az alagsorban megtalálták az 1599-es Genfi Biblia másolatát.

## Különgyűjteményei
2001 óta a könyvtár ad otthont a Lewis és Clark expedíciójával kapcsolatos dokumentumoknak. 2008-ban megalapították a William Stafford Levéltárat.

## Fordítás
- Ez a szócikk részben vagy egészben  az   Aubrey Watzek Könyvtár című angol Wikipédia-szócikk ezen változatának fordításán alapul.  Az eredeti cikk szerkesztőit annak laptörténete sorolja fel. Ez a jelzés csupán a megfogalmazás eredetét és a szerzői jogokat jelzi, nem szolgál a cikkben szereplő információk forrásmegjelöléseként.